# Tennis de table aux Jeux paralympiques d'été de 2024
Navigation
Tokyo 2020
Les épreuves de Tennis de table aux Jeux paralympiques d'été de 2024 se déroulent du 29 août au 7 septembre 2024 au Paris Expo Porte de Versailles à Paris, en France. Il s'agit de la 18e apparition du tennis de table aux Jeux paralympiques.
Le double est introduit pour cette édition avec deux épreuves mixtes.

## Organisation

### Lieu de la compétition
Le tennis de table se déroule dans le hall 4 du Paris Expo Porte de Versailles, le plus grand parc des expositions français, situé dans le 15e arrondissement de Paris, au sud-ouest de la ville.

### Calendrier
| Jour de compétition (août / septembre) | Jour de compétition (août / septembre) | Jour de compétition (août / septembre) | Jour de compétition (août / septembre) | Jour de compétition (août / septembre) | Jour de compétition (août / septembre) | Jour de compétition (août / septembre) | Jour de compétition (août / septembre) | Jour de compétition (août / septembre) | Jour de compétition (août / septembre) | Jour de compétition (août / septembre) | Jour de compétition (août / septembre) | Jour de compétition (août / septembre) |
| Compétition                            | Mer 28                                 | Jeu 29                                 | Ven 30                                 | Sam 31                                 | Dim 1                                  | Lun 2                                  | Mar 3                                  | Mer 4                                  | Jeu 5                                  | Ven 6                                  | Sam 7                                  | Dim 8                                  |
| -------------------------------------- | -------------------------------------- | -------------------------------------- | -------------------------------------- | -------------------------------------- | -------------------------------------- | -------------------------------------- | -------------------------------------- | -------------------------------------- | -------------------------------------- | -------------------------------------- | -------------------------------------- | -------------------------------------- |
| Simple                                 |                                        |                                        |                                        |                                        | C                                      | C                                      | 1                                      | 3                                      | 5                                      | 5                                      | 7                                      |                                        |
| Double                                 |                                        | C                                      | 2                                      | 5                                      | 3                                      |                                        |                                        |                                        |                                        |                                        |                                        |                                        |

### Classification
Il existe onze catégories de handicap
- certaines pour les joueurs en fauteuil roulant (classe 1 à 5) : plus le chiffre est bas, plus la nature du handicap a un impact sur le jeu. Dans les classes 1 et 2, le handicap concerne également les membres supérieurs.
- d’autres pour les joueurs debout (classe 6 à 11) : plus le chiffre est bas, plus le handicap a un impact sur le maniement de la raquette et le déplacement du joueur. En catégorie 6,7 et 8, le handicap concerne forcément un membre inférieur. En catégories 9 et 10, les handicaps sont plus légers, parfois moins visibles.
- la classe 11 est pour les joueurs ayant une déficience intellectuelle.

Les pongistes ayant des problèmes de préhension de la raquette peuvent utiliser une orthèse pour fixer la raquette à la main ou utiliser une bande afin de maintenir le manche seul. Enfin, pour certains joueurs debout, l'usage d'une canne ou béquille peut être autorisé par la règlementation, notamment dans les classes 6 à 8.
Concernant les doubles (nouveauté par rapport aux autres éditions qui se jouaient par équipes), le chiffre indique la somme des handicaps de chaque joueur à ne pas dépasser ; par exemple, MD4 peut associer deux joueurs classe 1, deux joueurs classe 2, un joueur classe 1 et un classe 2, un joueur classe 1 et un classe 3.
Le règlement est identique au règlement du tennis de table valide. La seule adaptation concerne le service pour les joueurs en fauteuil roulant : effet rétroactif interdit au service (balle qui revient vers le filet) et balle à remettre en cas de service sortant sur les bords latéraux de la table. Enfin, en double, comme au double en tennis, les pongistes en fauteuil ne sont pas obligés de jouer la balle chacun leur tour.

## Participants

### Critères de qualification
Un CNP peut se voir attribuer un maximum de trois (3) créneaux de qualification par sexe par classe et un maximum de 33 places masculines et 30 places féminines.
| Classe                         | 1  | 2  | 3  | 4  | 5  | 6  | 7  | 8  | 9  | 10 | 11 | Total |
| ------------------------------ | -- | -- | -- | -- | -- | -- | -- | -- | -- | -- | -- | ----- |
| Nombre de participants Hommes  | 10 | 18 | 20 | 16 | 12 | 16 | 16 | 20 | 14 | 14 | 10 | 166   |
| Nombre de participantes Femmes | 3  | 9  | 15 | 13 | 10 | 11 | 11 | 11 | 11 | 10 | 10 | 114   |

| Qualification                       | Date                  | Lieu      | Quota                                            |
| ----------------------------------- | --------------------- | --------- | ------------------------------------------------ |
| Jeux globaux de 2023                | 4–9 juin 2023         | Vichy     | 2 quotas individuels (Classe 11) 1 homme 1 femme |
| Championnat d'Europe ITTF 2023      | 4–9 septembre 2023    | Sheffield | 105 quotas individuels 55 hommes 50 femmes       |
| Championnat d'Afrique ITTF 2023     | 21–24 septembre 2023  | Giza      | 105 quotas individuels 55 hommes 50 femmes       |
| Jeux para-asiatiques de 2022 (en)   | 23–27 octobre 2023    | Hangzhou  | 105 quotas individuels 55 hommes 50 femmes       |
| Jeux parapanaméricains de 2023 (en) | 15–19 novembre 2023   | Santiago  | 105 quotas individuels 55 hommes 50 femmes       |
| Championnat d'Océanie ITTF 2023     | 17–20 novembre 2023   | Honiara   | 105 quotas individuels 55 hommes 50 femmes       |
| Classement PTT ITTF Individuel      | 1 avril 2024          | N/A       | 95 quotas individuels 71 hommes 24 femmes        |
| Classement PTT ITTF Double          | 1 avril 2024          | N/A       | 26 quotas individuels 17 hommes 19 femmes        |
| Tournoi de qualification mondial    | 23–25 mai 2024        | TBA       | 21 quotas individuels 11 hommes 10 femmes        |
| Invitation tripartite               | 2 avril – 13 mai 2024 | TBA       | 21 quotas individuels 11 hommes 10 femmes        |
| Total                               |                       |           | 280                                              |

## Résultats

### Podiums masculins
| Épreuves         | Or                                          | Argent                                                     | Bronze                                             |        |        |        |
| Simple           | Simple                                      | Simple                                                     | Simple                                             | Simple | Simple | Simple |
| ---------------- | ------------------------------------------- | ---------------------------------------------------------- | -------------------------------------------------- | ------ | ------ | ------ |
| Simple Classe 1  | Yunier Fernández (CUB)                      | Rob Davies (GBR)                                           | Federico Falco (ITA)                               |        |        |        |
| Simple Classe 1  | Yunier Fernández (CUB)                      | Rob Davies (GBR)                                           | Endre Major (HUN)                                  |        |        |        |
| Simple Classe 2  | Rafał Czuper (POL)                          | Jiři Suchánek (CZE)                                        | Cha Soo-yong (KOR)                                 |        |        |        |
| Simple Classe 2  | Rafał Czuper (POL)                          | Jiři Suchánek (CZE)                                        | Fabien Lamirault (FRA)                             |        |        |        |
| Simple Classe 3  | Feng Panfeng (CHN)                          | Thomas Schmidberger (GER)                                  | Yuttajak Glinbancheun (THA)                        |        |        |        |
| Simple Classe 3  | Feng Panfeng (CHN)                          | Thomas Schmidberger (GER)                                  | Jang Yeong-jin (KOR)                               |        |        |        |
| Simple Classe 4  | Kim Young-gun (KOR)                         | Wanchai Chaiwut (THA)                                      | Kim Jung-gil (KOR)                                 |        |        |        |
| Simple Classe 4  | Kim Young-gun (KOR)                         | Wanchai Chaiwut (THA)                                      | Isau Ogunkunle (NGR)                               |        |        |        |
| Simple Classe 5  | Tommy Urhaug (NOR)                          | Cheng Ming-chih (TPE)                                      | Ali Öztürk (TUR)                                   |        |        |        |
| Simple Classe 5  | Tommy Urhaug (NOR)                          | Cheng Ming-chih (TPE)                                      | Mitar Palikuća (SRB)                               |        |        |        |
| Simple Classe 6  | Matteo Parenzan (ITA)                       | Rungroj Thainiyom (THA)                                    | Peter Rosenmeier (DEN)                             |        |        |        |
| Simple Classe 6  | Matteo Parenzan (ITA)                       | Rungroj Thainiyom (THA)                                    | Ian Seidenfeld (USA)                               |        |        |        |
| Simple Classe 7  | Yan Shuo (CHN)                              | Will Bayley (GBR)                                          | Jean Paul Montanus (NED)                           |        |        |        |
| Simple Classe 7  | Yan Shuo (CHN)                              | Will Bayley (GBR)                                          | Chalermpong Punpoo (THA)                           |        |        |        |
| Simple Classe 8  | Viktor Didoukh (UKR)                        | Zhao Shuai (CHN)                                           | Maksym Nikolenko (UKR)                             |        |        |        |
| Simple Classe 8  | Viktor Didoukh (UKR)                        | Zhao Shuai (CHN)                                           | Phisit Wangphonphathanasiri (THA)                  |        |        |        |
| Simple Classe 9  | Laurens Devos (BEL)                         | Lucas Didier (FRA)                                         | Ander Cepas (ESP)                                  |        |        |        |
| Simple Classe 9  | Laurens Devos (BEL)                         | Lucas Didier (FRA)                                         | Ma Lin (AUS)                                       |        |        |        |
| Simple Classe 10 | Patryk Chojnowski (POL)                     | Lian Hao (CHN)                                             | Matéo Bohéas (FRA)                                 |        |        |        |
| Simple Classe 10 | Patryk Chojnowski (POL)                     | Lian Hao (CHN)                                             | Filip Radović (MNE)                                |        |        |        |
| Simple Classe 11 | Kim Gi-tae (KOR)                            | Chen Po-yen (TPE)                                          | Samuel Von Einem (AUS)                             |        |        |        |
| Simple Classe 11 | Kim Gi-tae (KOR)                            | Chen Po-yen (TPE)                                          | Péter Pálos (HUN)                                  |        |        |        |
| Double           |                                             |                                                            |                                                    |        |        |        |
| Classe MD4       | Slovaquie- Peter Lovas - Jan Riapos         | Corée du Sud- Jang Yeong-jin - Park Sung-joo               | France- Fabien Lamirault - Julien Michaud          |        |        |        |
| Classe MD4       | Slovaquie- Peter Lovas - Jan Riapos         | Corée du Sud- Jang Yeong-jin - Park Sung-joo               | Corée du Sud- Cha Soo-yong - Park Jin-cheol        |        |        |        |
| Classe MD8       | Chine- Cao Ningning - Feng Panfeng          | Allemagne- Valentin Baus - Thomas Schmidberger             | Thaïlande- Wanchai Chaiwut - Yuttajak Glinbancheun |        |        |        |
| Classe MD8       | Chine- Cao Ningning - Feng Panfeng          | Allemagne- Valentin Baus - Thomas Schmidberger             | Turquie- Abdullah Özturk - Nesim Turan             |        |        |        |
| Classe MD14      | Chine- Liao Keli - Yan Shuo                 | Thaïlande- Rungroj Thainiyom - Phisit Wangphonphathanasiri | France- Clément Berthier - Esteban Herrault        |        |        |        |
| Classe MD14      | Chine- Liao Keli - Yan Shuo                 | Thaïlande- Rungroj Thainiyom - Phisit Wangphonphathanasiri | Grande-Bretagne- Paul Karabardak - Billy Shilton   |        |        |        |
| Classe MD18      | Pologne- Patryk Chojnowski - Piotr Grudzien | Chine- Liu Chaodong - Zhao Yiqing                          | Brésil- Luiz Felipe Manara - Claudio Massad        |        |        |        |
| Classe MD18      | Pologne- Patryk Chojnowski - Piotr Grudzien | Chine- Liu Chaodong - Zhao Yiqing                          | Chine- Lian Hao - Zhao Shuai                       |        |        |        |

### Podiums féminins
| Épreuves          | Or                                 | Argent                                      | Bronze                                                   |        |        |        |
| Simple            | Simple                             | Simple                                      | Simple                                                   | Simple | Simple | Simple |
| ----------------- | ---------------------------------- | ------------------------------------------- | -------------------------------------------------------- | ------ | ------ | ------ |
| Simple Classe 1-2 | Giada Rossi (ITA)                  | Liu Jing (CHN)                              | Dorota Bucław (POL)                                      |        |        |        |
| Simple Classe 1-2 | Giada Rossi (ITA)                  | Liu Jing (CHN)                              | Seo Su-yeon (KOR)                                        |        |        |        |
| Simple Classe 3   | Anđela Mužinić Vincetić (CRO)      | Yoon Ji-yu (KOR)                            | Carlotta Ragazzini (ITA)                                 |        |        |        |
| Simple Classe 3   | Anđela Mužinić Vincetić (CRO)      | Yoon Ji-yu (KOR)                            | Xue Juan (CHN)                                           |        |        |        |
| Simple Classe 4   | Sandra Mikolaschek (GER)           | Borislava Perić-Ranković (SRB)              | Gu Xiaodan (CHN)                                         |        |        |        |
| Simple Classe 4   | Sandra Mikolaschek (GER)           | Borislava Perić-Ranković (SRB)              | Zhou Ying (CHN)</                                        |        |        |        |
| Simple Classe 5   | Zhang Bian (CHN)                   | Pan Jiamin (CHN)                            | Moon Sung-hye (KOR)                                      |        |        |        |
| Simple Classe 5   | Zhang Bian (CHN)                   | Pan Jiamin (CHN)                            | Jung Young-a (KOR)                                       |        |        |        |
| Simple Classe 6   | Najlah Al-Dayyeni (IRQ)            | Maryna Lytovchenko (UKR)                    | Maliak Alieva (NPA)                                      |        |        |        |
| Simple Classe 6   | Najlah Al-Dayyeni (IRQ)            | Maryna Lytovchenko (UKR)                    | Camelia Ciripan (ROU)                                    |        |        |        |
| Simple Classe 7   | Kelly van Zon (NED)                | Kübra Öçsoy Korkut (TUR)                    | Bly Twomey (GBR)                                         |        |        |        |
| Simple Classe 7   | Kelly van Zon (NED)                | Kübra Öçsoy Korkut (TUR)                    | Wang Rui (CHN)                                           |        |        |        |
| Simple Classe 8   | Huang Wenjuan (CHN)                | Aida Dahlen (NOR)                           | Juliane Wolf (GER)                                       |        |        |        |
| Simple Classe 8   | Huang Wenjuan (CHN)                | Aida Dahlen (NOR)                           | Florencia Pérez (CHI)                                    |        |        |        |
| Simple Classe 9   | Karolina Pęk (POL)                 | Xiong Guiyan (CHN)                          | Lei Lina (AUS)                                           |        |        |        |
| Simple Classe 9   | Karolina Pęk (POL)                 | Xiong Guiyan (CHN)                          | Alexa Szvitacs (HUN)                                     |        |        |        |
| Simple Classe 10  | Yang Qian (AUS)                    | Natalia Partyka (POL)                       | Bruna Alexandre (BRA)                                    |        |        |        |
| Simple Classe 10  | Yang Qian (AUS)                    | Natalia Partyka (POL)                       | Tian Shiau-wen (TPE)                                     |        |        |        |
| Simple Classe 11  | Natsuki Wada (JPN)                 | Elena Prokofeva (NPA)                       | Ebru Acer (TUR)                                          |        |        |        |
| Simple Classe 11  | Natsuki Wada (JPN)                 | Elena Prokofeva (NPA)                       | Kanami Furukawa (JPN)                                    |        |        |        |
| Double            |                                    |                                             |                                                          |        |        |        |
| Classe FD5        | Chine- Liu Jing - Xue Juan         | Corée du Sud- Seo Su-yeon - Yoon Ji-yu      | Brésil- Cátia Oliveira - Joyce Oliveira                  |        |        |        |
| Classe FD5        | Chine- Liu Jing - Xue Juan         | Corée du Sud- Seo Su-yeon - Yoon Ji-yu      | Thaïlande- Dararat Asayut - Chilchitparyak Bootwansirina |        |        |        |
| Classe FD6        | Chine- Gu Xiaodan - Pan Jiamin     | Serbie- Nada Matić - Borislava Perić        | Corée du Sud- Jung Young-a - Moon Sung-hye               |        |        |        |
| Classe FD6        | Chine- Gu Xiaodan - Pan Jiamin     | Serbie- Nada Matić - Borislava Perić        | Corée du Sud- Kang Oe-jeong - Lee Mi-gyu                 |        |        |        |
| Classe FD14       | Chine- Huang Wenjuan - Jin Yucheng | Allemagne- Juliane Wolf - Stephanie Grebe   | Norvège- Aida Dahlen - Merethe Tveiten                   |        |        |        |
| Classe FD14       | Chine- Huang Wenjuan - Jin Yucheng | Allemagne- Juliane Wolf - Stephanie Grebe   | Grande-Bretagne- Felicity Pickard - Bly Twomey           |        |        |        |
| Classe FD20       | Australie- Yang Qian - Lei Lina    | Taipei chinois- Lin Tzu-yu - Tian Shiau-wen | Pologne- Natalia Partyka - Karolina Pęk                  |        |        |        |
| Classe FD20       | Australie- Yang Qian - Lei Lina    | Taipei chinois- Lin Tzu-yu - Tian Shiau-wen | Brésil- Bruna Alexandre - Danielle Rauen                 |        |        |        |

### Podiums mixtes
| Classe XD7  | Chine- Feng Panfeng - Zhou Ying  | Thaïlande- Yuttajak Glinbancheun - Wijittra Jaion | Chine- Zhai Xiang - Gu Xiaodan             |
| Classe XD7  | Chine- Feng Panfeng - Zhou Ying  | Thaïlande- Yuttajak Glinbancheun - Wijittra Jaion | France- Florian Merrien - Flora Vautier    |
| Classe XD17 | Chine- Zhao Shuai - Mao Jingdian | Chine- Peng Weinan - Xiong Guiyan                 | Ukraine- Viktor Didoukh - Iryna Shynkaroda |
| Classe XD17 | Chine- Zhao Shuai - Mao Jingdian | Chine- Peng Weinan - Xiong Guiyan                 | Pologne- Piotr Grudzien - Karolina Pęk     |

### Tableau des médailles
| Rang  | Nation | Or | Argent | Bronze | Total |
| Total | Total  | -  | -      | -      | -     |
| ----- | ------ | -- | ------ | ------ | ----- |